# 자동차 유리

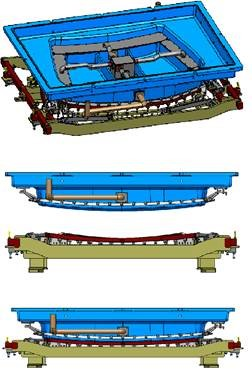
유리 프레스 생산 주형 도구

자동차 유리는 자동차에 빛의 접근을 제공하는 데 사용되는 유리이다. 여기에는 윈드실드, 측면 및 후면 창문(쿼터 글라스 및 오페라 창문 포함) 및 선루프와 같은 유리 패널 지붕이 포함된다.
자동차 유리는 일반적으로 유리 런 채널에 의해 제자리에 고정되며, 유리가 깨질 경우 유리 파편을 담는 역할도 한다.
백 글라스는 뒷유리창, 뒷유리, 후면 실드 또는 뒷유리로도 불린다. 윈드실드 반대편에 있는 유리 조각이다. 백 글라스는 안전유리라고도 알려진 강화 유리로 만들어지며, 깨지면 작고 둥근 조각으로 산산조각이 난다. 윈드실드는 두 겹의 유리 사이에 비닐 시트가 끼워진 접합 유리로 만들어진다.
자동차 유리는 열선 또는 자동차 안테나를 포함할 수 있다.

## 수리
윈드실드는 칩이나 균열이 바깥 윈드실드 층을 손상시켰지만 폴리비닐 부티랄 또는 안쪽 층을 손상시키지 않았을 경우 수리할 수 있다. 균열 수리는 균열의 크기, 위치, 유형 및 깊이에 따라 달라진다. 대부분의 경우 2 인치 (5.1 cm)까지의 균열은 수리 가능하다.
안전한 윈드실드 수리에 관한 현지 법규는 다양하다.
윈드실드 수리는 충격 부위를 청소하고 진공 생성을 통해 공기를 제거해야 한다. 투명한 유체를 사용하여 균열을 채운다. 유체는 자외선으로 처리하여 화학적으로 응고시킨다. 전문적인 수리는 완벽한 구조적 무결성과 함께 최대 95%의 투명도를 달성할 수 있다.

## 교체
윈드실드를 제외한 자동차 유리는 충격 시 산산조각이 나므로 교체해야 한다. 대부분의 자동차 차체 유리는 접합되지 않아 설치 시 접착제가 필요하지 않다. 윈드실드, 선루프 및 후면 창 유리는 일반적으로 접합된다. 유리를 차량 프레임에 접착하려면 접착제가 필요하다.
미국 연방 자동차 안전 표준 212/208은 미국 차량에 사용되는 접착제의 신뢰성을 보장한다. 접합된 유리의 경우 교체에 최대 1시간이 걸릴 수 있다. 접착제가 경화될 시간을 허용해야 한다. 이를 "안전 주행 가능 시간" 또는 "최소 주행 가능 시간"이라고 한다.

## 같이 보기
- 자동차 헤드업 디스플레이
- 자동차공학
- 유리 생산
- 유리의 역사